# گرگری علیا
گرگری علیا، روستایی از توابع بخش مرکزی شهرستان امیدیه در استان خوزستان ایران است.

## جمعیت
این روستا در دهستان آسیاب قرار دارد و براساس سرشماری مرکز آمار ایران در سال ۱۳۸۵، جمعیت آن ۳۴۶ نفر (۷۱خانوار) بوده‌است.

## توصیف
روستای گرگری علیا در زمانهای دورتر دارای جمعیت و وسعت بیشتری بوده و در مقایسه با امروزش جزء روستاهای آباد و شماره یک منطقه بوده ولی به‌ویژه بعد از راه افتادن شرکتهای نفت و گاز در منطقه و شرکتی شدن اکثر اهالی جمعیت آن رو به شهر و شهرنشینی به‌ویژه در امیدیه و آغاجاری آوردند و شهرنشین شدند. قبل از انقلاب این روستا دارای انبار آرد و گندم، آسیاب آبی، نانوایی، پاسگاه و … بود.
امامزادگان امیرحسین و شاهزاده قاسم در این روستا مدفون بوده و محل زیارت مردم این روستا و روستاهای اطراف می‌باشند.
این روستا همچنین دارای باغهای فراوانی است که از محصولات مهم آنها می‌توان خرما و کنار را نام برد. از باغات سرسبز و پر محصول این روستا اکنون تنها "باغ بالا" هنوز نشانی از زمان رونق خود دارد و اکثر باغات متأسفانه رو به ویرانی و بایر شدن نهاده‌اند.